# Christoph Görg
Christoph Görg (* 1958) ist ein deutscher Politikwissenschaftler mit dem Schwerpunkt Umweltforschung. Er ist Universitätsprofessor und Leiter des Instituts für Soziale Ökologie der Universität für Bodenkultur Wien.

## Leben
Görg studierte Soziologie, Politikwissenschaft und Philosophie an der Johann Wolfgang Goethe-Universität Frankfurt am Main (1978–1986). 1990 promovierte er mit einer Arbeit zum Thema Neue Soziale Bewegungen und Gesellschaftstheorie. Im Anschluss war er zunächst bis 1992 als wissenschaftlicher Mitarbeiter an der Universität Frankfurt tätig, dann bis 2001 als wissenschaftlicher Assistent.
2001 habilitierte sich Görg zum Thema Regulation der Gesellschaftlichen Naturverhältnisse. Ab dem Winterersmester 2001/2002 bis zum Sommersemester 2003 hatte er eine Vertretungsprofessur an der Universität Kassel inne. Nach einer Gastprofessur im Sommersemester 2004 an der Frankfurter Universität war er bis 2009 als wissenschaftlicher Mitarbeiter am Helmholtz-Zentrum für Umweltforschung – UFZ tätig. Von 2008 bis 2015 war Görg Professor der Politikwissenschaft an der Universität in Kassel, seit Januar 2010 auch Leiter des Departments Umweltpolitik am Helmholtz-Zentrum für Umweltforschung – UFZ.
Seit April 2015 ist Görg Professor für Sozial- und Humanökologie am Institut für Soziale Ökologie, das bis Februar 2018 zur Universität Klagenfurt gehörte und seither zur Universität für Bodenkultur Wien gehört.
Görgs wissenschaftliche Schwerpunkte liegen auf der Umwelt als Naturverhältnis sowie der Regulationstheorie.

## Schriften (Auswahl)
- Neue soziale Bewegungen und kritische Theorie. Eine Aufarbeitung gesellschaftstheoretischer Erklärungsansätze. Deutscher Universitäts-Verlag, Wiesbaden 1992, ISBN 978-3-8244-4100-6.
- Gesellschaftliche Naturverhältnisse. Westphälisches Dampfboot, Münster 1999, ISBN 978-3-89691-693-8.
- zusammen mit Ulrich Brand, Alex Demirović, Joachim Hirsch (Hg.): Nichtregierungsorganisationen in der Transformation des Staates, Westphälisches Dampfboot, Münster 2001, ISBN 3-89691-493-6.
- Regulation der Naturverhältnisse. Zu einer kritischen Regulation der ökologischen Krise. Westphälisches Dampfboot, Münster 2003, ISBN 978-3-89691-530-6.
- zusammen mit Ulrich Brand: Postfordistische Naturverhältnisse. Konflikte um genetische Ressourcen und die Internationalisierung des Staates. Westphälisches Dampfboot, Münster 2003, ISBN 978-3-89691-540-5.
- mit Ulrich Brand, Joachim Hirsch, Markus Wissen: Conflicts in Environmental Regulation and the Internationalization of the State. Contested Terrains. Routledge, London/New York 2010, ISBN 978-0-415-58679-5.
- zusammen mit Ulrich Brand (Hrsg.): Zur Aktualität der Staatsform. Die materialistische Staatstheorie von Joachim Hirsch. Nomos, Baden-Baden 2018, ISBN 978-3-8487-4962-1.